# Línea 1 (Urbanos de Pedrezuela)
La línea 1 de la red de autobuses urbanos de Pedrezuela une el centro del pueblo con las urbanizaciones Atalaya Real y Montenebro.

## Características
Su función principal es comunicar dichas urbanizaciones con la línea 193 en Pedrezuela para ir y volver de Madrid. Realiza un recorrido circular por ambas urbanizaciones en las que no se detiene en el interior. Tras dar servicio a la urbanización Atalaya Real continúa sin detenerse hacia la urbanización Montenebro. El recorrido circular hacia la urbanización Montenebro dura aproximadamente 25 minutos y hacia la urbanización Atalaya Real aproximadamente 30 minutos.
Se trata de la única línea urbana que existe en los municipios de la Sierra Norte, dando servicio a las dos urbanizaciones apartadas del centro del pueblo. Hasta el año 2012, el municipio de El Molar también contaba con la línea urbana 1, actualmente suprimida.
Sólo circula de lunes a viernes laborables, y desde el 1 de julio al 15 de septiembre incorpora una expedición adicional a la Urbanización Montenebro.
La línea circula exclusivamente por el término municipal de Pedrezuela. Como bien se expresa en la numeración interna del CRTM, recibe el número 1108. El primer dígito corresponde a la línea, en este caso la línea 1. Y los últimos tres dígitos corresponden al municipio por el que circula, en este caso 108 corresponde al municipio de Pedrezuela.
La línea mantiene los mismos horarios todo el año (exceptuando las vísperas de festivo y festivos de Navidad).
Está operada por la empresa ALSA mediante la concesión administrativa VCM-103 - Madrid - Buitrago - Rascafría (Viajeros Comunidad de Madrid) del Consorcio Regional de Transportes de Madrid.
1. ↑  «Movilidad y Transportes - Autobuses». Ayuntamiento de Pedrezuela. Consultado el 2 de noviembre de 2023.

### Sublíneas
Aquí se recogen todas las distintas sublíneas que ha tenido la línea L1, incluyendo aquellas dadas de baja. La denominación de sublíneas que utiliza el CRTM es la siguiente:
- Número de línea (1)
- Municipio por el que circula (108)
- Sentido de circulación (1 ida, 2 vuelta)
- Número de sublínea

Por ejemplo, la sublínea 1108102 corresponde a la línea 1, del municipio 108 (Pedrezuela), sentido 1 (ida) y el número 02 de numeración de sublíneas creadas hasta la fecha.
| Ida     | Ruta | Itinerario                             | Vuelta  | Ruta | Itinerario                     |
| 1108101 | -    | Pedrezuela - Urb. Atalaya Real         | 1108201 | -    | Urb. Atalaya Real - Pedrezuela |
| 1108102 | m    | Pedrezuela - Urb. Montenebro, circular | 1108202 | m    | Urb. Montenegro - Pedrezuela   |

## Horarios
Los horarios que no sean cabecera son aproximados.
| Lunes a viernes laborables |                   |            |                 |            |
| Pedrezuela                 | Urb. Atalaya Real | Pedrezuela | Urb. Montenebro | Pedrezuela |
|                            |                   | 07:15      | 07:30           | 07:40      |
| 09:00                      | 09:20             | 09:35      | 09:45           | 09:55      |
| 11:15                      | 11:25             | 11:35      | 11:45           | 11:55      |
| 14:10                      | 14:25             | 14:35      | 14:45           | 14:55      |
| 17:05                      | 17:25             | 17:35      | 17:45           | 17:55      |
|                            |                   | 20:00      | 20:15           | 20:25      |

1. 1 2 3 4 5 6  Por Urbanización Montenebro circular
2. ↑  Sólo del 1 de julio al 15 de septiembre

## Recorrido y paradas

### Sentido Urbanización Atalaya Real
| Código | Zona | Localidad  | Denominación                                       | Ubicación                  | Líneas de la parada    |
| --- | ---- | ---------- | -------------------------------------------------- | -------------------------- | ---------------------- |
| 09142 |      | Pedrezuela | Calle de las Eras - Avenida de Madrid              | Calle de las Eras Nº29     | 191 193 196 N104 1     |
| 09143 |      | Pedrezuela | Paseo de la Ermita - Calle del Prado Concejo       | Paseo de la Ermita Nº30    | 191 193 196 N104 1     |
| 12763 |      | Pedrezuela | Carretera M-627 - Camino Canto Blanco              | M-627 km. 1                | 1                      |
| A partir de aquí comienza el servicio de vuelta, y se cambian los carteles hacia Pedrezuela. La hora de paso por esta parada es aproximadamente 20 minutos después de salir de Pedrezuela |      |            |                                                    |                            |                        |
| 12764 |      | Pedrezuela | Carretera M-627 - Granja Escuela                   | Paraje Linarejos Nº1       | 1                      |
| 12765 |      | Pedrezuela | Carretera M-627 - Urbanización Atalaya Real        | Carretera de Guadalix S/Nº | 1                      |
| 12766 |      | Pedrezuela | Calle del Olmo - Calle del Olivo                   | Calle del Olivo Nº12       | 1                      |
| 12762 |      | Pedrezuela | Carretera M-627 - Camino Canto Blanco              | Carretera de Guadalix S/Nº | 1                      |
| 10336 |      | Pedrezuela | Paseo de la Ermita - Calle de las Eras del Cabrero | Paseo de la Ermita Nº21    | 191 193 194 196 N104 1 |
| 12781 |      | Pedrezuela | Calle de las Eras - Avenida de Madrid              | Calle de las Eras Nº54     | 191 193 194 196 N104 1 |
| Los servicios continúan sin detenerse hacia la Urbanización Montenebro |      |            |                                                    |                            |                        |

### Sentido Urbanización Montenebro
| Código | Zona | Localidad  | Denominación                                         | Ubicación                     | Líneas de la parada    |
| --- | ---- | ---------- | ---------------------------------------------------- | ----------------------------- | ---------------------- |
| Los servicios comienzan sin detenerse hacia la Urbanización Montenebro tras volver de la Urbanización Atalaya Real |      |            |                                                      |                               |                        |
| 12781 |      | Pedrezuela | Calle de las Eras - Avenida de Madrid                | Calle de las Eras Nº54        | 191 193 194 196 N104 1 |
| 12442 |      | Pedrezuela | Calle de San Roque - Escuela de Hostelería           | Calle de las Eras Nº100       | 191193194196N1041      |
| 12772 |      | Pedrezuela | Calle Mallorca - Carretera Cuestas                   | Calle Mallorca Nº5            | 1                      |
| 12767 |      | Pedrezuela | Avenida de las Olimpiadas - Urbanizaciones           | Avenida de las Olimpiadas Nº6 | 1                      |
| 12769 |      | Pedrezuela | Avenida de España - Calle de Sevilla                 | Avenida de España Nº37        | 1                      |
| 12770 |      | Pedrezuela | Calle de San Sebastián - Avenida de Santander        | Calle de San Sebastián Nº6    | 1                      |
| 12771 |      | Pedrezuela | Calle de Burgos - Calle de Toledo                    | Calle de Burgos Nº31          | 1                      |
| 12768 |      | Pedrezuela | Avenida de las Olimpiadas - Urbanizaciones           | Avenida de las Olimpiadas Nº1 | 1                      |
| 12772 |      | Pedrezuela | Calle Mallorca - Carretera Cuestas                   | Calle Mallorca Nº5            | 1                      |
| 16713 |      | Pedrezuela | Calle del Cerro de San Pedro - Escuela de Hostelería | Calle de las Eras S/Nº        | 191 193 194 196 N104 1 |
| 09142 |      | Pedrezuela | Calle de las Eras - Avenida de Madrid                | Calle de las Eras Nº29        | 191 193 196 N104 1     |

1. 1 2 3 4 5  Sólo permite el descenso de viajeros